# Shane Boyd
Shane Boyd (28 de septiembre de 1982 en Fort Huachuca, Arizona) es un jugador profesional de fútbol americano juega la posición de quarterback actualmente es agente libre. Firmó como agente libre para Tennessee Titans en 2005. Como colegial jugó con Kentucky Wildcats.
También participó en Cologne Centurions de la NFL Europa, Pittsburgh Steelers, Arizona Cardinals, Houston Texans y Indianapolis Colts de la National Football League, Montreal Alouettes de la Canadian Football League, California Redwoods, y Sacramento Mountain Lions de la United Football League.

## Estadísticas UFL
|           |        | Pases | Pases | Pases | Pases | Pases | Pases | Pases | Pases  | Carrera | Carrera | Carrera | Carrera | Carrera |
| Temporada | Equipo | Cmp   | Att   | Yds   | TD    | Int   | Lg    | Sck   | Rating | Att     | Yds     | Avg     | TD      | Lg      |
| 2009      | CAR    | 75    | 124   | 814   | 3     | 5     | 29    | 6     | 71.1   | 23      | 110     | 4.8     | 2       | 24      |